# Peter Hvidt
Peter Hvidt (6. februar 1916 i København – 13. oktober 1986 sammesteds) var en dansk arkitekt.
Efter uddannelse på Kunsthåndværkerskolen drev han 1944-75 tegnestuen Hvidt & Mølgaard sammen med Orla Mølgaard-Nielsen. De skabte bl.a. de banebrydende møbelserier Portex (1945) og Ax (1950), baseret på industriel fremstilling og beregnet til eksport og derfor udført som pladsbesparende konstruktioner med minimering af emballage- og transportproblemer. Arkitektvirksomheden (fra 1970 sammen med Hans Kristensen) har omfattet kontor- og fabriksbygninger for bl.a. De Danske Sukkerfabrikker i København (1958), kollektivhuse og plejehjem som Lions Park i Søllerød, Hillerød og Birkerød (1962–70), samt Lillebæltsbroen (1965 – 1970) og Vejlefjordbroen (1975–80).
Tegnestuen er 1983 videreført af Hans Kristensen (f. 1933), Peter Holsøe (f. 1943) og sønnen Henrik Hvidt (f. 1945).